# Калужская губерния
Калу́жская губе́рния — административно-территориальная единица Российской империи, Российской республики РСФСР и СССР, существовавшая в 1796—1929 годах. Губернский город — Калуга.

## География
Губерния была расположена в центре Европейской части Российской империи. Граничила на севере с Московской, на юге с Орловской, на востоке с Тульской, на западе — со Смоленской губерниями. Площадь губернии составляла 27 177,9 вёрст² (30 929 км²) — в 1897 году, 25 860 км² — в 1926 году.

## История
- 24 августа 1776 года в ходе административной реформы Екатерины II было учреждено Калужское наместничество, включившее в себя территорию бывшей Калужской провинции Московской губернии и часть Брянского уезда Белгородской губернии.
- 12 (23) декабря 1796 года на основании указа Павла I Калужское наместничество было преобразовано в Калужскую губернию.
- В Отечественную войну 1812 года, покинув Москву и совершив знаменитый фланговый манёвр, русская армия подошла в начале октября к селу Тарутино, где был создан Тарутинский лагерь, в котором войска под предводительством М. И. Кутузова смогли успешно подготовиться к продолжению борьбы с неприятелем. И 18 октября на реке Черничка русская армия одержала верх над авангардом противника. Тогда Наполеон покинул Москву и устремился в Калугу, но на его пути встали русские войска. 24 октября состоялось Малоярославецкое сражение, положившее конец наступлениям французской армии[3].
- 19 февраля 1861 года уезды губернии были поделены на волости.
- Калужская губерния была в числе регионов, получавших продовольственную помощь во время голода 1891—1892 годов.
- После Октябрьской революции 1917 года Калужская губерния вошла в состав образованной в 1918 году Российской Советской Федеративной Социалистической Республики (РСФСР).
- В 1920 году Жиздринский уезд был передан в состав вновь образованной Брянской губернии.
- Постановлением Президиума ВЦИК «Об образовании на территории РСФСР административно-территориальных объединений краевого и областного значения» от 14 января 1929 года с 1 октября 1929 года Калужская губерния была упразднена и образована Западная область с центром в городе Смоленске, в составе, в качестве основного массива, нижеследующих административно-территориальных единиц: Смоленской, Брянской и Калужской губерний, Ржевского уезда, южной части Осташковского уезда и волостей Тысяцкой и Борковской, Новоторжского уезда Тверской губернии[4]. Территория Калужской губернии вошла в состав Калужского округа Центрально-Промышленной области (с 3 июня 1929 года — Московской области) и Сухиничского округа Западной области.

## Административное деление

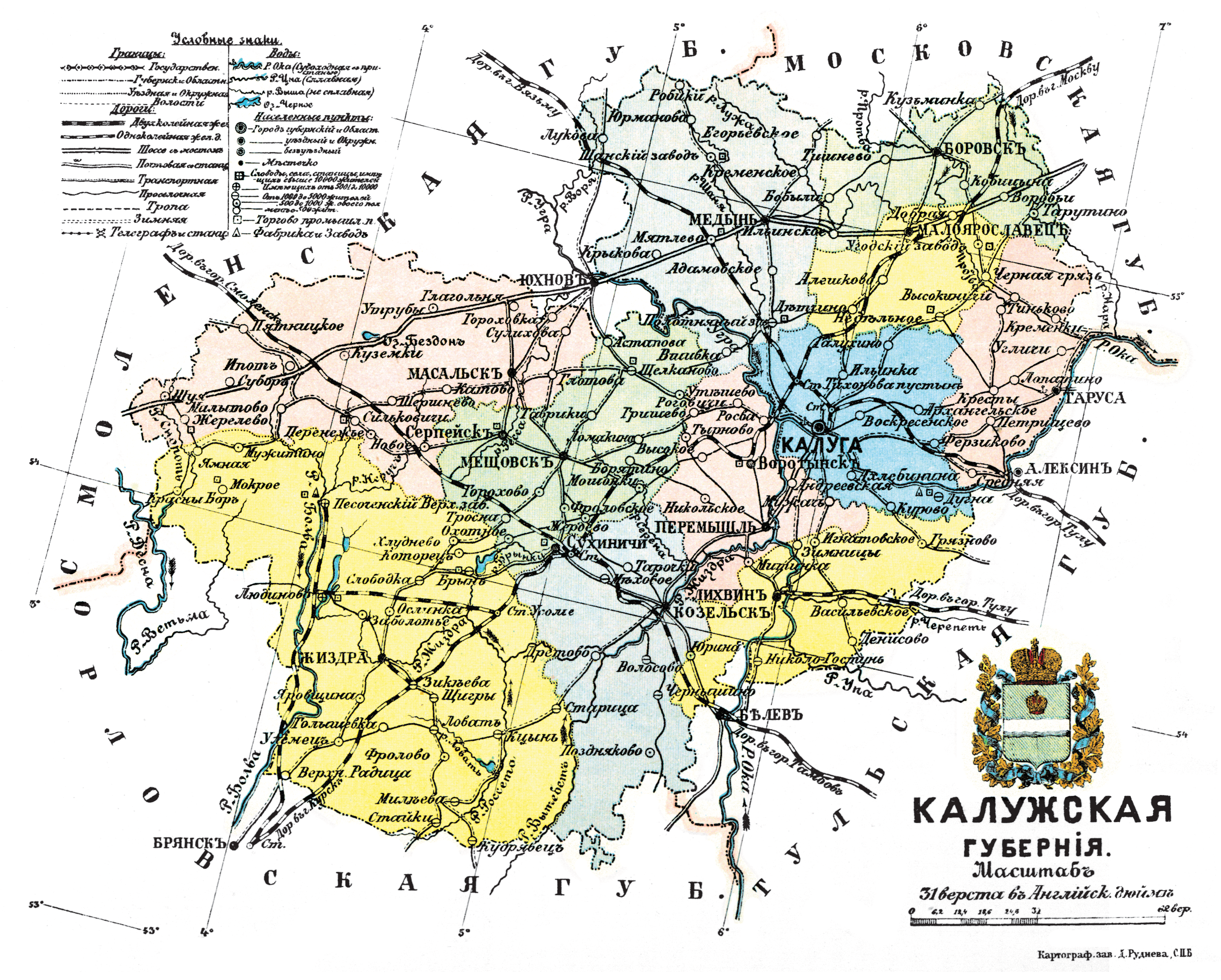
Административное деление Калужской губернии

При образовании Калужского наместничества в 1776 году в его состав входили 12 уездов: Боровский, Калужский, Козельский, Лихвинский, Малоярославецкий, Медынский, Мещовский, Мосальский, Одоевский, Перемышльский, Серпейский и Тарусский.
В 1777 году в состав вновь образованного Тульского наместничества был передан Одоевский уезд, в этом же году образован Жиздринский уезд.
В 1797 году Серпейский, Малоярославецкий и Лихвинский уезды были упразднены.

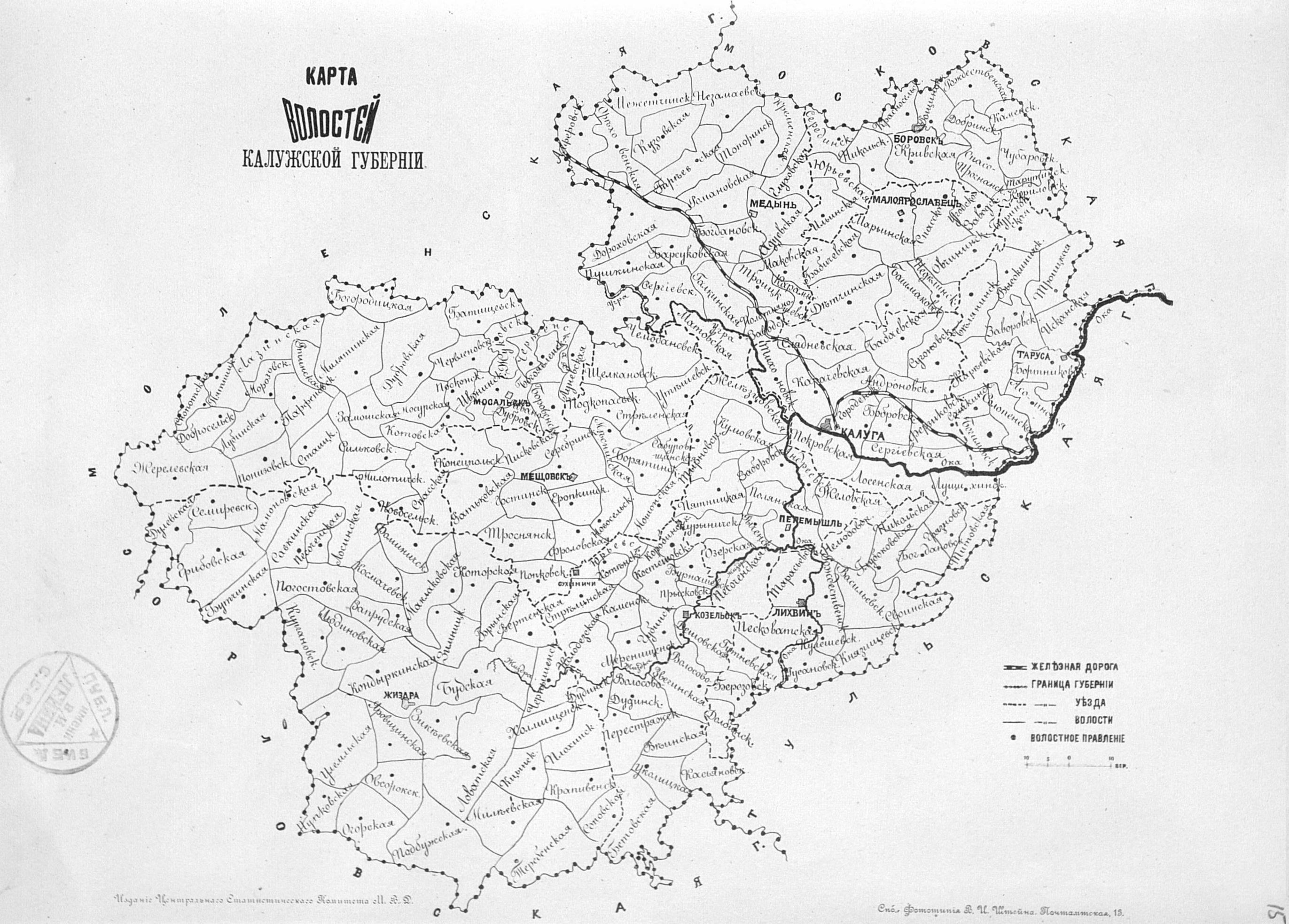
Волости Калужской губернии

В 1802 году Лихвинский и Малоярославецкий уезды были восстановлены. Это административное деление сохранялось более 100 лет до 1920 года.
| №  | Уезд             | Уездный город             | Герб уездного города | Площадь, вёрст² | Население (1897), чел. |
| -- | ---------------- | ------------------------- | -------------------- | --------------- | ---------------------- |
| 1  | Боровский        | Боровск (8414 чел.)       |                      | 1462,7          | 53 291                 |
| 2  | Жиздринский      | Жиздра (6004 чел.)        |                      | 6531,5          | 240 347                |
| 3  | Калужский        | Калуга (49 513 чел.)      |                      | 1683,0          | 115 321                |
| 4  | Козельский       | Козельск (5619 чел.)      |                      | 2344,6          | 124 436                |
| 5  | Лихвинский       | Лихвин (1612 чел.)        |                      | 1580,1          | 86 888                 |
| 6  | Малоярославецкий | Малоярославец (2497 чел.) |                      | 1159,6          | 41 022                 |
| 7  | Медынский        | Медынь (4387 чел.)        |                      | 3140,4          | 103 945                |
| 8  | Мещовский        | Мещовск (3635 чел.)       |                      | 2415,7          | 96 477                 |
| 9  | Мосальский       | Мосальск (2655 чел.)      |                      | 3891,9          | 151 928                |
| 10 | Перемышльский    | Перемышль (1712 чел.)     |                      | 1529,6          | 61 039                 |
| 11 | Тарусский        | Таруса (1989 чел.)        |                      | 1438,8          | 58 149                 |

### Заштатные города
| № | Города    | Население (1897) | Входил в           | Герб |
| - | --------- | ---------------- | ------------------ | ---- |
| 1 | Воротынск | 777 чел.         | Перемышльский уезд |      |
| 2 | Серпейск  | 1034 чел.        | Мещовский уезд     |      |
| 3 | Сухиничи  | 5447 чел.        | Козельский уезд    |      |

### После революции
- В 1920 году Жиздринский уезд был передан в состав вновь образованной Брянской губернии;
- В 1921 году образован Спас-Деменский уезд;
- В 1922 году из Смоленской губернии в Калужскую был передан Юхновский уезд;
- В 1924 году упразднены Боровский и Перемышльский уезды.

Таким образом в 1926 году в состав губернии входило 10 уездов:
| №  | Уезд             | Уездный город | Площадь, км² | Население (1926), чел. |
| -- | ---------------- | ------------- | ------------ | ---------------------- |
| 1  | Калужский        | Калуга        | 2 797        | 188 009                |
| 2  | Козельский       | Козельск      | 2 814        | 157 482                |
| 3  | Лихвинский       | Лихвин        | 2 118        | 110 216                |
| 4  | Малоярославецкий | Малоярославец | 2 819        | 101 467                |
| 5  | Медынский        | Медынь        | 3 574        | 132 591                |
| 6  | Мещовский        | Мещовск       | 3 108        | 136 595                |
| 7  | Мосальский       | Мосальск      | 1 970        | 93 466                 |
| 8  | Спас-Деменский   | Спас-Деменск  | 2 450        | 91 742                 |
| 9  | Тарусский        | Таруса        | 1 541        | 55 936                 |
| 10 | Юхновский        | Юхнов         | 2 669        | 84 087                 |

В 1927 году упразднены Козельский, Медынский, Мещовский, Мосальский, Тарусский и Юхновский уезды. Вместо них были образованы Мятлевский и Сухиничский уезды.

## Население
| 1845       | 1851       | 1857       | 1859       | 1868       | 1870       | 1880       | 1883       | 1892       |
| ---------- | ---------- | ---------- | ---------- | ---------- | ---------- | ---------- | ---------- | ---------- |
| 984 929    | ↘941 402   | ↘908 625   | ↗928 117   | ↗990 699   | ↗996 252   | ↗1 098 914 | ↗1 156 617 | ↗1 276 658 |
| 1894       | 1897       | 1899       | 1901       | 1903       | 1905       | 1906       | 1907       | 1909       |
| ↗1 312 802 | ↘1 132 843 | ↗1 210 921 | ↗1 250 933 | ↗1 291 301 | ↗1 330 114 | ↗1 339 247 | ↗1 361 918 | ↗1 397 192 |
| 1910       | 1911       | 1912       | 1913       | 1914       | 1915       | 1916       | 1920       | 1923       |
| ↗1 413 855 | ↗1 428 949 | ↗1 457 778 | ↗1 483 025 | ↗1 505 289 | ↗1 526 725 | ↗1 567 242 | ↘953 660   | ↗1 034 227 |
| 1926       |            |            |            |            |            |            |            |            |
| ↗1 151 591 |            |            |            |            |            |            |            |            |

В 1897 году в губернии проживало 501573 мужчин и 631270 женщин.
Национальный состав в 1897 году:
| Уезд             | русские | украинцы | поляки |
| ---------------- | ------- | -------- | ------ |
| Губерния в целом | 99,3 %  |          |        |
| Боровский        | 99,8 %  |          |        |
| Жиздринский      | 99,4 %  |          |        |
| Калужский        | 96,5 %  | 1,0 %    | 1,0 %  |
| Козельский       | 99,8 %  |          |        |
| Лихвинский       | 99,9 %  |          |        |
| Малоярославецкий | 99,5 %  |          |        |
| Медынский        | 99,8 %  |          |        |
| Мещовский        | 99,8 %  |          |        |
| Мосальский       | 99,7 %  |          |        |
| Перемышльский    | 99,9 %  |          |        |
| Тарусский        | 99,8 %  |          |        |

## Руководство губернии

### Генерал-губернаторы
| Ф. И. О.                     | Титул, чин, звание       | Время замещения должности |
| ---------------------------- | ------------------------ | ------------------------- |
| Кречетников Михаил Никитович | граф, генерал-аншеф      | 24.08.1776—09.05.1793     |
| Кашкин Евгений Петрович      | генерал-аншеф            | 02.09.1793—07.10.1796     |
| Хованский Николай Николаевич | князь, генерал-лейтенант | 07.08.1823—08.01.1831     |

### Правители наместничества
| Ф. И. О.                      | Титул, чин, звание               | Время замещения должности |
| ----------------------------- | -------------------------------- | ------------------------- |
| Лецкой Алексей Петрович       | генерал-майор                    | 31.10.1776—28.07.1782     |
| Протасов Пётр Степанович      | генерал-поручик                  | 28.07.1782—30.09.1792     |
| Долгоруков Пётр Петрович      | князь, генерал-майор             | 30.09.1792—27.10.1793     |
| Облеухов Александр Дмитриевич | генерал-майор                    | 10.02.1794—17.12.1795     |
| Ланской Василий Сергеевич     | действительный статский советник | 06.01.1796—15.02.1797     |

### Губернаторы
| Ф. И. О.                          | Титул, чин, звание                                   | Время замещения должности |
| --------------------------------- | ---------------------------------------------------- | ------------------------- |
| Митусов Василий Петрович          | статский советник, и. д.                             | 19.03.1797—05.04.1798     |
| Камынин Михаил Афанасьевич        | действительный статский советник                     | 05.04.1798—31.12.1799     |
| Лопухин Дмитрий Ардалионович      | действительный статский советник                     | 31.12.1799—28.08.1802     |
| Львов Андрей Лаврентьевич         | тайный советник                                      | 10.10.1802—3.01.1811      |
| Каверин Павел Никитович           | тайный советник                                      | 19.01.1811—29.02.1816     |
| Омельяненко Никита Кузьмич        | тайный советник                                      | 29.02.1816—02.02.1825     |
| Оболенский Александр Петрович     | князь, действительный статский советник              | 02.02.1825—01.10.1831     |
| Бибиков Илларион Михайлович       | действительный статский советник                     | 01.10.1831—17.03.1837     |
| Жуковский Николай Васильевич      | действительный статский советник                     | 21.03.1837—10.08.1843     |
| Вакансия                          |                                                      | 10.08.1843—03.06.1845     |
| Смирнов Николай Михайлович        | действительный статский советник                     | 03.06.1845—14.03.1851     |
| Толстой Егор Петрович             | граф, генерал-майор                                  | 03.04.1851—27.04.1854     |
| Булгаков Пётр Алексеевич          | действительный статский советник                     | 28.04.1854—07.04.1856     |
| Толстой Дмитрий Николаевич        | граф, действительный статский советник               | 06.07.1856—27.07.1858     |
| Арцимович Виктор Антонович        | действительный статский советник                     | 27.07.1858—10.12.1862     |
| Лерхе Эдуард Васильевич           | действительный статский советник                     | 14.12.1862—13.03.1864     |
| Спасский Владимир Никифорович     | в звании камергера, действительный статский советник | 13.03.1864—01.11.1868     |
| Казначеев Алексей Гаврилович      | в звании камергера, действительный статский советник | 08.11.1868—24.11.1871     |
| Шевич Иван Егорович               | в звании камергера, действительный статский советник | 10.12.1871—19.11.1882     |
| Жуков Константин Николаевич       | действительный статский советник                     | 07.01.1883—10.12.1887     |
| Булыгин Александр Григорьевич     | действительный статский советник                     | 17.12.1887—03.06.1893     |
| Голицын Николай Дмитриевич        | князь, тайный советник                               | 03.06.1893—07.11.1897     |
| Офросимов Александр Александрович | в звании камергера, действительный статский советник | 14.11.1897—06.04.1909     |
| Горчаков Сергей Дмитриевич        | князь, действительный статский советник              | 06.04.1909—16.02.1915     |
| Ченыкаев Николай Сергеевич        | действительный статский советник                     | 09.03.1915—03.03.1917     |

### Губернские предводители дворянства
| Ф. И. О.                         | Титул, чин, звание                                                         | Время замещения должности |
| -------------------------------- | -------------------------------------------------------------------------- | ------------------------- |
| Камынин Лукьян Иванович          | тайный советник                                                            | 1777—1780                 |
| Голицын Михаил Михайлович        | князь, генерал-майор                                                       | 1780—1783                 |
| Бахметев Гавриил Петрович        | генерал-майор                                                              | 12.12.1785—11.01.1792     |
| Чичерин Александр Николаевич     | генерал-майор                                                              | 11.01.1792—12.06.1793     |
| Раголинский Андриан Васильевич   | полковник                                                                  | 15.06.1793—08.01.1795     |
| Янов Сергей Николаевич           | статский советник                                                          | 08.01.1795—20.01.1798     |
| Богданов Сергей Иванович         | бригадир                                                                   | 20.01.1798—04.01.1801     |
| Небольсин Николай Александрович  | коллежский советник                                                        | 04.01.1801—25.01.1804     |
| Кобелев Илья Иванович            | поручик                                                                    | 25.01.1804—29.02.1804     |
| Телепнев Дмитрий Иванович        | статский советник                                                          | 29.02.1804—22.12.1806     |
| Шепелев Иван Дмитриевич          | бригадир                                                                   | 22.12.1806—20.08.1812     |
| Тимирязев Василий Иванович       | полковник                                                                  | 21.08.1812—16.10.1814     |
| Вяземский Николай Григорьевич    | князь, действительный статский советник                                    | 16.10.1814—14.12.1823     |
| Груздев Пётр Матвеевич           | надворный советник                                                         | 14.12.1823—12.12.1826     |
| Шепелев, Николай Иванович        | полковник                                                                  | 12.12.1826—13.01.1830     |
| Чаплин Сергей Фёдорович          | подполковник                                                               | 13.01.1830—13.01.1836     |
| Омельяненко Никита Кузьмич       | тайный советник                                                            | 05.03.1836—17.01.1842     |
| Чаплин Сергей Фёдорович          | статский советник                                                          | 03.03.1842—01.11.1845     |
| Сорохтин Константин Иванович     | титулярный советник, исправляющий должность                                | 12.07.1846—04.01.1848     |
| Мещеринов Василий Дмитриевич     | генерал-майор                                                              | 04.01.1848—07.09.1853     |
| Унковский Семён Яковлевич        | статский советник                                                          | 06.02.1854—18.12.1856     |
| Щукин Фёдор Сергеевич            | действительный статский советник                                           | 04.01.1857—20.03.1869     |
| фон Розенберг Евгений Васильевич | действительный статский советник                                           | 27.06.1869—17.04.1882     |
| Яновский Николай Семёнович       | тайный советник                                                            | 29.12.1883—05.02.1905     |
| Булычов Николай Иванович         | в звании камергера (с 1916 — гофмейстер), действительный статский советник | 05.02.1905—05.03.1917     |

### Вице-губернаторы
| Ф. И. О.                          | Титул, чин, звание                                     | Время замещения должности |
| --------------------------------- | ------------------------------------------------------ | ------------------------- |
| Салтыков Николай Николаевич       | бригадир                                               | 1777—16.11.1781           |
| Цуриков Николай Лаврентьевич      | коллежский советник                                    | 16.11.1781—27.07.1782     |
| Сытин Василий                     | действительный статский советник                       | 27.07.1782—12.12.1782     |
| Арсеньев Михаил Михайлович        | бригадир (генерал-майор)                               | 12.12.1782—03.05.1786     |
| Мещерский Сергей                  | князь, статский советник                               | 03.05.1786—20.07.1789     |
| Вельяминов Николай Иванович       | коллежский советник                                    | 04.10.1789—26.08.1790     |
| Митусов Василий Петрович          | статский советник                                      | 1791—19.03.1797           |
| Камынин Михаил Афанасьевич        | действительный статский советник                       | 19.03.1797—05.04.1798     |
| Литвинов Иван Семёнович           | действительный статский советник                       | 09.04.1798—01.06.1798     |
| Пушкин Фёдор Александрович        | статский советник (действительный статский советник)   | 04.06.1798—20.10.1800     |
| Кологривов Лука Семёнович         | статский советник                                      | 22.10.1800—1801           |
| Казачковский Алексей Фёдорович    | статский советник                                      | 1801—1803                 |
| Комаров Иван Елисеевич            | статский советник                                      | 1803—1813                 |
| Загряжский Фёдор Петрович         | коллежский советник                                    | 1813—1819                 |
| Ордин Николай Андреевич           | коллежский советник                                    | 14.02.1819—22.10.1826     |
| Безобразов Дмитрий Алексеевич     | статский советник                                      | 22.10.1826—17.06.1832     |
| Гессе Александр Христианович      | статский советник                                      | 17.06.1832—08.10.1834     |
| Фомин Александр Иванович          | надворный советник (коллежский советник)               | 08.10.1834—15.08.1836     |
| Хрущёв Борис Петрович             | статский советник                                      | 15.08.1836—01.01.1838     |
| Васильчиков Александр Николаевич  | коллежский советник                                    | 27.03.1838—01.07.1839     |
| Хитрово Александр Николаевич      | надворный советник                                     | 10.08.1839—28.02.1846     |
| Клушин Павел Николаевич           | статский советник                                      | 28.02.1846—15.06.1854     |
| Арнольди Лев Иванович             | статский советник                                      | 15.06.1854—22.06.1856     |
| Юркевич Николай Ильич             | действительный статский советник                       | 06.07.1856—28.02.1864     |
| Шуленбург Генрих Людвигович       | граф, надворный советник                               | 13.03.1864—12.08.1871     |
| Молоствов Аркадий Владимирович    | статский советник                                      | 20.08.1871—22.12.1872     |
| Гагарин Константин Дмитриевич     | князь, коллежский советник                             | 09.02.1873—06.10.1875     |
| Кудрявцев Евгений Николаевич      | коллежский советник                                    | 08.11.1875—17.09.1876     |
| Трубецкой Николай Петрович        | князь, действительный статский советник                | 05.11.1876—24.09.1886     |
| Маслов Евгений Дмитриевич         | действительный статский советник                       | 01.10.1886—19.05.1893     |
| Офросимов Александр Александрович | в звании камергера, действительный статский советник   | 19.05.1893—14.11.1897     |
| Нейдгардт, Дмитрий Борисович      | коллежский советник                                    | 18.12.1897—16.12.1902     |
| Голицын Александр Петрович        | князь, статский советник                               | 16.12.1902—17.12.1905     |
| Крейтон Владимир Николаевич       | надворный советник                                     | 17.12.1905—02.09.1906     |
| Оленин Владимир Александрович     | коллежский советник (действительный статский советник) | 02.09.1906—1915           |
| Ермолов Герман Александрович      | коллежский советник                                    | 1915—1917                 |

## Руководители Калужской губернской партийной организации
(до февраля 1918 года — председатели бюро, в 1918—1920 годах председатели губкома, с 1920 года — ответственные секретари губкома:
- 1917 — январь 1919 года: Витолин П. Я
- июнь 1919 года: Медведев К. В.
- 1919 — январь 1924 года: Артёмов М. П.
- январь 1924 — январь 1926 года: Жуков М. С.
- январь 1926—1929 год: Ракитов Г. Д.
- до сентября 1929 года: Блинов Н. М.